# 10047 Davidchapman
A 10047 Davidchapman (ideiglenes jelöléssel (10047) 1986 QK2) a Naprendszer kisbolygóövében található aszteroida. Henri Debehogne fedezte fel 1986. augusztus 28-án.

## Kapcsolódó szócikk
- Kisbolygók listája (10001–10500)